# Familles Apocalypse
 (septembre 2015).
Si vous disposez d'ouvrages ou d'articles de référence ou si vous connaissez des sites web de qualité traitant du thème abordé ici, merci de compléter l'article en donnant les références utiles à sa vérifiabilité et en les liant à la section « Notes et références ».
Familles Apocalypse (Doomsday preppers) est une émission de téléréalité diffusée depuis le 27 juillet 2011 sur National Geographic Channel.
En France, elle est diffusée à partir du 30 août 2015 sur RMC Découverte.

## Concept
Après des années de crise et d’instabilité financière, l'attentat des tours jumelles (World Trade Center) du 11 septembre 2001, l’Ouragan Katrina, le Séisme de 2010 à Haïti ou l’Accident nucléaire de Fukushima, de nombreuses personnes sont persuadées que la fin est proche.
Les survivalistes déploient toute leur énergie et leur argent à se préparer physiquement et mentalement à braver le désordre et la grande violence qui pourrait arriver. Ils mettent au point des plans d’urgence, élaborent de nouvelles techniques pour survivre et apprendre à se défendre.

## Épisodes
| Saison | Saison | Épisodes | Début           | Fin |
| ------ | ------ | -------- | --------------- | --- |
|        | 1      | 12       | 27 juillet 2011 | -   |
|        | 2      | 22       | 4 novembre 2012 | -   |
|        | 3      | -        | -               | -   |
|        | 4      | -        | -               | -   |

### Saison 1 (2011-2012)
Sauf indication contraire, les informations mentionnées dans cette section peuvent être confirmées par la base de données cinématographiques IMDb,  présente dans la section « Liens externes ».
1. Titre français inconnu (Preppers)
2. Titre français inconnu (Bullets, Lots of Bullets)
3. Titre français inconnu (I Hope I Am Crazy)
4. Titre français inconnu (Back to the Stone Age)
5. Titre français inconnu (It's All Gonna Hit the Fan)
6. Titre français inconnu (Nine Meals Away from Anarchy)
7. Titre français inconnu (Into the Spider Hole)
8. Titre français inconnu (It's Gonna Get Worse)
9. Titre français inconnu (Close the Door, Load the Shotgun)
10. Titre français inconnu (Disaster Doesn't Wait)
11. Titre français inconnu (I Suggest We Run)
12. Titre français inconnu (Extreme Prep Edition)

### Saison 2 (2012-2013)
Sauf indication contraire, les informations mentionnées dans cette section peuvent être confirmées par la base de données cinématographiques IMDb,  présente dans la section « Liens externes ».
1. Titre français inconnu (You Can't Let Evil Win)
2. Titre français inconnu (Am I Nuts Or Are You?)
3. Titre français inconnu (Bad Times All the Time)
4. Titre français inconnu (The Time of Reckoning)
5. Ils ne nous auront pas (Taking from the Haves)
6. Titre français inconnu (You've Got Chaos)
7. Fuir pour survivre (Escape from New York)
8. Titre français inconnu (No Such Thing as a Fair Fight)
9. Titre français inconnu (Prepared, Not Scared)
10. Titre français inconnu (In the Hurt Locker)
11. Titre français inconnu (Prepper's Paradise)
12. Titre français inconnu (Hit the Ground Running)
13. Titre français inconnu (Solutions Not Problems)
14. Titre français inconnu (Pain Is Good)
15. Titre français inconnu (A Fortress at Sea)
16. Titre français inconnu (Let Her Rip)
17. Titre français inconnu (Gonna Be a Big Bang)
18. Titre français inconnu (Lone Wolves and Lovers)
19. Titre français inconnu (Don't Betray the Colony)
20. Titre français inconnu (The Gates of Hell)
21. Titre français inconnu (Whatever It Takes)
22. Titre français inconnu (People Become Animals)